# Endgame (episodio de The Tomorrow People)
Endgame es el décimo séptimo episodio de la primera temporada de la serie estadounidense de drama y ciencia ficción, The Tomorrow People. El episodio fue escrito por Nicholas Wootoon y Anderson MacKenzie y dirigido por Jace Alexander. Fue estrenado el 24 de marzo de 2014 en Estados Unidos por la cadena The CW.
Stephen encuentra una pista que los chicos del mañana han estado buscando desesperadamente; Russell y John descubren que Jedikiah está trabajando en un peligro plan del cual nadie podría haber predicho el resultado final. Mientras tanto, Cara sigue una pista sobre un nuevo iniciado pero se sorprende al descubrir que se trata de alguien de su pasado.

## Elenco
- Robbie Amell como Stephen Jameson.
- Peyton List como Cara Coburn.
- Luke Mitchell como John Young.
- Aaron Yoo como Russell Kwon.
- Madeleine Mantock como Astrid Finch.
- Mark Pellegrino como el Dr. Jedikiah Price.

## Continuidad
- El Fundador y Cassandra Smythe fueron vistos anteriormente en Things Fall Apart.
- Jedikiah se refiere al Fundador como el señor Bathory.
- Cara descubre que su hermana Sophie es una iniciada.
- Los chicos del mañana hacen un frente común con Jedikiah para asesinar al Fundador.
- El episodio muestra flashbacks a la época en que los hermanos Price conocen al Fundador.
- El Fundador le revela a Stephen que Jedikiah desea los poderes de Roger.
- Cassandra Smythe muere en este episodio.
- Cara le coloca un brazalete a Sophie que anula sus poderes para que pueda vivir una vida normal.

## Banda sonora[3]
| N.º | Intérprete     | Título               | Álbum             |
| --- | -------------- | -------------------- | ----------------- |
| 1   | Enzo & su Clan | «Tu Mi Corazon»      | Cumbia Ayer y Hoy |
| 2   | Zero 7         | «Don't Call It Love» |                   |